# لوبي فيليز
ماريا غوادالوبي فيلالوبوس فيليز (18 يوليو 1908 - 14 ديسمبر 1944) وعرفت مهنياً باسم لوبي فيليز، ممثلة كوميدية ومسرحية، راقصة ومغنية مكسيكية. بدأت حياتها المهنية كعازفة فودفيل المكسيكية في أوائل عشرينيات القرن العشرين. بعد انتقالها إلى الولايات المتحدة ، قدمت أول ظهور لها في فيلم قصير عام 1927. في السنوات الأخيرة من الأفلام الأمريكية الصامتة قدمت أدوار رئيسية في العديد من الأفلام مثل سيدة الأرصفة عام 1928، كانت واحدة من أولى الممثلات الناجحات في أمريكا اللاتينية في الولايات المتحدة. خلال ثلاثينيات القرن العشرين استُغل شخصها المعروف في شاشة التلفزة في سلسلة من الأفلام الناجحة مثل فلفل حار (1933)، ديناميت شديد (1934) وحزب هوليود (1934). في الأربعينيات، بلغت شعبية فيليز ذروتها بعد ظهورها في أفلام سبسيفيري المكسيكية، وهي سلسلة تم تصميمها للاستفادة من شخصية فيليز الناريّة بشكل جيد.

## نشأتها
ولدت فيليز في مدينة سان لويس بوتوسي في المكسيك، وهي ابنة جاكوبو فيلالوبوس رييس، عقيد في القوات المسلحة خلال حكم بورفيريو دياز، وأمها جوزيفينا فيليز، مغنية أوبرا وفقًا لبعض المصادر، أو مغنية فودفيل وفقًا لآخرين. كواحدة من خمسة أطفال؛ كان لديها ثلاث شقيقات هن مرسيدس ورينا وجوزيفينا وشقيق واحد يدعى إميجديو.  كانت عائلة فيلالوبوس تعتبر عائلة بارزة مستقرة ماليًا في سان لويس بوتوسي. حيث عاشت العائلة في منزل كبير، في سن الثالثة عشرة أرسلها والداها للدراسة في جامعة سيدة البحيرة في سان أنطونيو، تكساس، حيث تعلمت فيليز التحدث باللغة الإنجليزية والرقص. اعترفت لاحقًا بأنها كانت تحب دروس الرقص.

## روابط خارجية
- لوبي فيليز على موقع IMDb (الإنجليزية)
- لوبي فيليز على موقع ألو سيني (الفرنسية)
- لوبي فيليز على موقع تيرنر كلاسيك موفيز (الإنجليزية)
- لوبي فيليز على موقع أول موفي (الإنجليزية)
- لوبي فيليز على موقع قاعدة بيانات برودواي على الإنترنت (الإنجليزية)
- لوبي فيليز على موقع قاعدة بيانات الأفلام السويدية (السويدية)
- لوبي فيليز على موقع إن إن دي بي (الإنجليزية)
- لوبي فيليز على موقع ديسكوغز (الإنجليزية)
- لوبي فيليز على موقع قاعدة بيانات الفيلم (الإنجليزية)
- لوبي فيليز على موقع كينوبويسك (الروسية)
- Did Lupe Vélez Really Drown in the Toilet? at straightdope.com
- Lupe Vélez as an infant in 1908 (University of Washington, Sayre Collection)